# 加賀出入口
加賀出入口（かがでいりぐち）は、東京都足立区にある首都高速道路川口線の出入口。江北ジャンクション方面への入口、川口ジャンクション方面からの出口のみ設置されている。埼玉県と東京都の境目に位置する。
この出入口を境に、川口方面は通常時最高速度80km/h規制に、江北方面は常時最高速度60km/hになる。
2022年（令和4年）4月1日以降、入口はETC専用となっている。

## 接続する道路
- 東京都道・埼玉県道239号足立川口線

## 周辺
- 新芝川
- 足立流通センター
- 舎人公園
- 舎人公園駅

## 隣
首都高速川口線
(S04)東領家出口 - (S05)加賀出入口 - (S06)足立入谷出入口